# Federación (kommunhuvudort i Argentina)
Federación är en kommunhuvudort i Argentina.   Den ligger i provinsen Entre Ríos, i den nordöstra delen av landet, 400 km norr om huvudstaden Buenos Aires. Federación ligger 46 meter över havet och antalet invånare är 13 789. Den ligger vid sjön Salto Grande Embalse de.
Terrängen runt Federación är platt. Federación är det största samhället i trakten.
Runt Federación är det glesbefolkat, med 9 invånare per kvadratkilometer.